# Wakuya
Wakuya (涌谷町?) è una cittadina giapponese della prefettura di Miyagi.